# Law of country sports (England und Wales)
Law of country sports oder law of field sports bezeichnet im Rechtssystem von England und Wales ein Rechtsgebiet, das etwa dem objektiven Jagdrecht in Kontinentaleuropa entspricht.

## Konzeption und Begriff der Jagd
Während in Deutschland spätestens seit der Revolution von 1848 der sportliche Aspekt der Jagd weitestgehend in den Hintergrund verdrängt wurde, so steht dieser in England nach wie vor im Zentrum der Betrachtung des zugehörigen Rechtsgebiets. Dem entspricht, dass das englische Jagdrecht law of country sports genannt wird. Dem englischen Recht ist ein Oberbegriff für ‚die Jagd‘ schlechthin fremd. Die verschiedenen Arten, Tiere zu erlegen, werden je als eine eigene Sportart betrachtet. Mehrere oder gar alle Jagdarten zu betreiben, ist unüblich, vielmehr spezialisiert sich ein Sportler üblicherweise auf eine Jagdsportart. Folgende Sportarten werden dabei unterschieden:
1. Shooting: Als shooting wird die Jagd mit der Schrotflinte bezeichnet.
2. Stalking: Im Gegensatz hierzu steht die Jagd mit der Büchse, das stalking. Beute des stalking ist das deer, d. h. die Geweihträger (Rotwild, Damwild, Sikawild, Rehwild, Chinesisches Wasserreh und Muntjak).
3. Hunting: Wird die Beute mit einer Hundemeute gehetzt, so wird dies in England hunting genannt. Hunting ist wiederum in vier Unterarten gegliedert. Durch das Hunting Act 2004 wurde diese Sportart stark eingeschränkt.
  1. Foxhunting: Hierbei hetzt eine Meute von 30 bis 40 Hunden einen wilden Fuchs. Holen sie ihn ein, töten sie ihn – erreicht er seinen Bau, lässt man ihn regelmäßig am Leben. Eigentliche Teilnehmer der Jagd sind nur der huntsman und seine Helfer, die whipper-in. Das field ist lediglich Zuschauer und wird vom field master daran gehindert, in zu große Nähe zu den Hunden zu geraten.
  2. Deerhunting: Für das deerhunting wählen die harbourers mehrere Stunden vor Beginn der Hetzjagd ein geeignetes Stück deer aus, das später von der Hundemeute gehetzt wird; alles andere deer wird aus dem Jagdgebiet vertrieben.
  3. Harehunting:
  4. Deerehunting:
4. Coursing: Beim coursing werden Hasen auf ein offenes Feld getrieben. Hat der Hase eine Entfernung von etwa 70 bis 90 m zurückgelegt, lässt der slipper ein bis zwei Windhunde auf ihn los. Die folgende Hetze dauert weniger als eine Minute. Ein Wettkampfrichter beurteilt dabei die Leistungen der Windhunde. Der Windhund darf den Hasen nicht selbst töten – in diesem Fall erhält er 0 Punkte. Ziel ist vielmehr der sportliche Vergleich der Windhunde in ihrer Fähigkeit, den Hasen einzuholen.

## Geschichte

### 11. bis 18. Jahrhundert: Von derres nulliuszum königlichen Jagdregal

#### Jagdgesetze Knuts I. und Edwards des Bekenners
Bis zum Erlass der ersten Jagdgesetze wurde jedes Tier in freier Wildbahn als res nullius betrachtet; somit hatte jeder das Recht es zu jagen und sich anzueignen. Eine erste Änderung dieses Zustandes kam mit dem ersten überlieferten Jagdgesetz Knuts I. 1016.

“Volo etiam, ut quilibet homo sit dignus venatione sua in sylva, et in agris sibi propriis, ac abstinent quilibet a venatione mea ubicunque pacem haberi volo pro plena mulcta.”

„Jedermann sei seiner Jagd theilhaftig in Wald und Felde auf seinem Eigen. Dagegen vermeide Jedermann meine Jagd, wo immer ich diese umfriedet haben will, bei vollem Strafgelde.“

Die Knut zugeschriebenen Constitutiones de Foresta (1016) gehen, wie Felix Liebermann 1894 nachwies nicht auf Knut zurück, sondern sind eine Fälschung der Zeit um 1184. Ebenfalls aus dem praenormannischen Zeitalter stammt ein Gesetz Edwards des Bekenners:

“I will that all men do abstain from hunting in my woods, and that my will shall be obeyed under penalty of life.”

#### Forstrecht
Einen starken Schub erfuhr die Entwicklung des Jagdrechts zum königlichen Regal unter dem ersten Normannenkönig Wilhelm dem Eroberer. Er betrieb die Einführung eines eigenständigen Forstrechts, das als Sonderrecht neben dem common law galt. Ziel dieser Gesetzgebung war in erster Linie das private Jagdvergnügen des Königs, das durch ein Jagd- und Waffenverbot für die Bevölkerung und den Schutz der Lebensgrundlagen des Wildes gesichert werden sollte. Das Forstrecht galt nur in den Forsten; um einen Forst zu bestimmen, beauftragte der König eine Kommission, die ein von ihm bestimmtes Gebiet begutachtete und begrenzte. Zur Zeit Heinrichs II. zählte fast ein Drittel des Königreichs zum Forst. Wie Lord Coke später im vierten Teil der Institutes of the laws of England darlegte, mussten acht Elemente vorliegen, damit ein Gebiet zum Forst erklärt werden konnte:

“A forest doth consist of 8. things, viz. of Soil, Covert, Laws, Courts, Judges, Officers, Game, and certain Bounds.”

„Ein Forst besteht aus acht Dingen: Boden, Dickicht, Gesetze, Gerichte, Richter, Beamte, Wild und Grenzen.“

Diese Forstgesetzgebung war mit großen Einschränkungen für die privaten Landeigentümer und lessees verbunden: Um Schaden am Wild zu vermeiden, waren assart, purpresture und waste an der Vegetation verboten. Als assart bezeichnete man die Umwandlung von Forst in Acker- und Weideland. Bei erstmaliger Begehung wurde das Land für die Krone eingezogen, beim zweiten Mal kam ein Pfand hinzu, beim dritten Mal Haft. Der erste überlieferte Fall von assart geschah 1199 im Forest of Dean, als fünf Bewohner 18 acres (= ca. 7,28 ha) Forst umwandelten. Purpresture bezeichnete jeglichen nicht speziell geregelten Eingriff in Rechte des Königs und lag auch dann vor, wenn der Eigentümer unerlaubt sein Land einfriedete: Jede Hecke, jeder Graben musste eigens vom König oder dem Chief Justice of the Forest genehmigt werden, andernfalls galt dies als schwere Straftat, die vor dem Forest Eyre mit Geldstrafen geahndet wurde. Waste war eine mit Geldstrafe belegte Straftat, bei der die Bewohner oder Eigentümer eines Forstes unerlaubt Holz fällten oder Torf stachen. Erlaubt war lediglich, Totholz zu sammeln.
Den Bewohnern des Forstes standen als Ausgleich für die Einschränkungen durch das Forstrecht bestimmte Mastrechte zu: das common-of-pasture, die pannage und das agistment. Das common-of-pasture war ein common right und berechtigte alle Bewohner von „ancient houses and cottages in forest villages“, ihre Kühe, Ochsen und Pferde im Forst zu weiden. Gegen ein Entgelt von 1 oder 2 Pence pro Schwein hatten sie ferner das pannage genannte Recht, ihre Schweine im Herbst zur Eichel- und Bucheckernmast in den Wald zu treiben. Das allgemeine Weiderecht für Schweine bestand das ganze Jahr hinweg und hieß agistment. Eingeschränkt wurden diese Mastrechte jedoch durch den Fence Month, während dessen Dauer das deer seine Kitze setzt, und das Winter Heyning (11. November bis 23. April) in der Winterzeit; das im Winter knappe Futter sollte dem deer vorbehalten sein. Beide Einschränkungen überdauerten bis zum Wild Creatures and Forest Laws Act 1971.
Die Jagd war durch Verbot der Jagdausübung als solcher und des Besitzes von Jagdausrüstung reglementiert. Die Jagd der beasts (Rotwild, Hase, Schwarzwild, zum Teil auch Damwild und Rehwild) und fowls of the forest (Habicht, Falke, Adler und Reiher) war Vorrecht des Königs und selbst im Falle von Hungersnöten verboten. Um die praktische Umsetzung des Verbots sicherzustellen, war es den Forstbewohnern untersagt, Bögen, Pfeile, Armbrüste sowie Greyhounds zu besitzen. Um Hunde jagduntauglich zu machen, wurden ihnen drei Zehen jedes Vorderlaufs direkt am Ansatz abgeschnitten.
Da der König selbst nicht immer in Person jagen konnte (Heinrich III. besuchte den Forst Dean nur vier Mal) beauftragte der König seine Leibjäger (Bediensteter Jäger, der das Gewehr seines Herrn zu tragen hatte) mit der Jagd. Jagdtage dienten auch als Belohnung für Günstlinge, Verwandte und Geistliche, denen der König ein Stück Damwild zur Jagd vergab. Da das angelsächsische Recht alle Fremden, die ihre Reise abseits der Straße nicht öffentlich durch Rufe oder Hornsignale anzeigten, für der Wilddieberei verdächtig hielt, musste deer „öffentlich“, das heißt von einem Förster und Hornrufen begleitet, bejagt werden. Verboten war die Jagd immer während des Winter Heynings und des Fence Month, die somit als erste Schonzeiten gelten können.
Als Wilhelm der Eroberer das Forstrecht einführte, oblag seine Durchsetzung wahrscheinlich noch den sheriffs. Heinrich II. führte für die Forstverwaltung einen eigenen, hierarchisch gegliederten Verwaltungsapparat ein; Heinrich I. hatte bereits eigene Forstrichter eingesetzt. An der Spitze der Forstverwaltung stand bis 1238 ein, danach zwei Chief Justices of the Forest. Heinrich III. teilte 1238 die Forste in zwei Forstprovinzen ein, deren Grenze der Trent markierte. Der Titel änderte sich im Laufe der Zeit mehrfach: Chief Forester, Justice in Eyre, zuletzt Chief Justice of the Forest oder auch nur kurz Chief Justice. Ihnen war die gesamte Forstverwaltung ihrer Forstprovinzen unterstellt. Der Chief Justice war zugleich ein Mitglied der nächstunteren Hierarchiestufe, der Justices in Eyre of the Forest. Der König ernannte diese vier Richter – einer von ihnen der Chief Justice – damit sie als reisende Forstrichter seine Interessen in den Grafschaften durchsetzten. Ihre Machtfülle – selbst Barone, Grafen und den hohen Klerus konnten sie vor den König oder das Parlament zitieren – machte sie zum Rückgrat der gesamten Forstverwaltung. Der Schatzmeister Heinrichs II. nannte sie „the shrine and bower of kingship“.
Die nächste Ebene der Hierarchie bildeten die wardens, die etwa den sheriffs der normalen Verwaltung entsprachen. Wardens waren üblicherweise adlig und vom König auf Lebenszeit ernannt, einen einzelnen Forst zu verwalten. Ein warden war berechtigt, foresters anzustellen. Ein forester übernahm dann die Verwaltung eines ihm anvertrauten Bezirks innerhalb des Forstes; dieser Bezirk hieß bailick oder walk. Neben den normalen foresters gab es auch die foresters-of-fee, die ihren Bezirk direkt von der Krone als erbliches Lehen erhalten hatten. Auch foresters-of-fee durften normalen foresters ihre Aufgaben übertragen, mussten allerdings ebenso wie die wardens die volle Verantwortung für deren Tätigkeit übernehmen. Jeder forester wurde direkt auf den König vereidigt.

#### Untergang des Forstrechts
Das Forstrecht war als königliches Vorrecht bei allen Ständen unbeliebt: Der Adel neidete dem König die Jagd, den Landbesitzern wurde die Landnutzung weitgehend unmöglich gemacht, die einfache Bevölkerung konnte das Wild als Nahrungsquelle gar nicht und das Holz des Forstes und die dortigen Weide- und Mastmöglichkeiten nur eingeschränkt nutzen. Ausgelöst durch diese allgemeine Unbeliebtheit begannen die common law-Gerichte ihre Zuständigkeit auf das Forstrecht auszudehnen und dieses Sonderrecht dem common law unterzuordnen. Lord Coke schreibt:

„[…] that the law of the forest is allowed, and bounded by the common laws of this realm.“

### 14. bis 18. Jahrhundert: Grundeigentümerjagdrecht undGame Laws
Das aus dem 11. Jahrhundert stammende königliche Jagdregal erlitt seit dem 14. Jahrhundert einen starken Bedeutungsverlust und war im 18. Jahrhundert mit marginalen Ausnahmen praktisch vollständig verschwunden. Aus dem Privileg des Landadels, auf seinem Grund zu jagen, entwickelte sich das Grundeigentümerjagdrecht, das durch die Game Laws ausgestaltet war.

### Ab 1831: Jagdscheinberechtigung
Nachdem die Whigs 1830 wieder regierten, erließen sie 1831 den Game Act unter Aufhebung fast aller älteren Game Laws; fortan konnte jeder jagen, der einen Jagdschein besaß.

## Geltendes Recht

### Inhaber des Jagdrechts
Das subjektive Recht auf Jagd steht in England dem Eigentümer von Grund und Boden zu. Vereinbart er mit einem anderen eine lease, geht das Jagdrecht automatisch auf den lessee über, es sei denn, der lessor hat sich das Jagdrecht vorbehalten; in diesem Fall gewährt der lessee dem Eigentümer das Jagdrecht durch ausdrückliche Vereinbarung entweder im Vertrag über die lease oder einen selbständigen Vertrag. Bei selbständigem Vertrag ist keine Schriftform erforderlich.

### Eigentumserwerb an Tierenferae naturae
Nach englischem Recht werden Tiere in zahme Tiere, d. h. Haustiere, und Tiere ferae naturae unterteilt. Lebende Tiere ferae naturae sind res nullius, sie können jedoch auf dreierlei Art zu qualified property werden: per industriam, ratione impotentiae et loci bzw. ratione soli und ratione privilegii. Qualified property führt nicht zu Eigentum, sondern nur zur Berechtigung, das Tier zu erlegen. Per industriam entsteht qualified property, wenn ein Tier ohne Verletzung der Rechte Dritter gefangen und gezähmt wird; entkommt das Tier, geht das qualified property wieder unter und das Tier fällt auf den Status der res nullius zurück, es sei denn, es wird unverzüglich verfolgt oder kehrt freiwillig zurück. Qualified property ratione impotentiae et loci steht jedem Eigentümer eines Grundstückes an den Tieren zu, die auf ihm zur Welt kommen und es noch nicht aus eigener Kraft verlassen können. Das alleinige Jagdrecht des Grundstückseigentümers geht grundsätzlich Hand in Hand mit qualified property ratione soli an allen Tieren ferae naturae während ihres Aufenthalts auf dem Grundstück. Ist das Jagdrecht einem anderen übertragen, erwirbt dieser qualified property ratione privilegii.

### Game licence
Anders als in vielen kontinentaleuropäischen Ländern ist in England und Wales ein Jagdschein mit Jägerprüfung nicht notwendig. Erforderlich ist lediglich eine game licence, die gegen Gebühr jedermann ausgestellt wird. Schulung und Ausbildung werden von privaten Vereinen angeboten, sind aber nicht obligatorisch. Die gesetzlichen Regelungen für die game licence finden sich im Game Act 1831 und im Game Licence Act 1860, die jedoch jeweils Unterschiedliches voraussetzen.

### Wildhandel
Zur Vermeidung von Wilderei ist der Handel mit Wildbret nach dem Game Act 1831 nur mit Handelserlaubnis legal. Der Game Licences Act 1860 macht zusätzlich die jährlich neu zu beantragende excise licence, eine Art Steuerschein, zur Voraussetzung; ohne die excise licence mit Wildbret zu handeln kann mit bis zu 500 £ geahndet werden. Grundsätzlich ist es jedermann möglich, die Handelserlaubnis zu beantragen, ausgenommen sind jedoch von vornherein Gastwirte, Lebensmittelhändler und Biereinzelhändler.

### Wildhüter
Von praktisch geringer Relevanz ist die Erlaubnis, einen Wildhüter anzustellen. Dies steht dem Königshaus und den Verwaltern von Krongütern, dem Hochadel sowie den Besitzern von manors und Lordschaften zu. Aufgabe eines Wildhüters ist die Hege und Bejagung von Wild; als Gegenleistung erhält er Lohn von seinem Arbeitgeber. Wildhüter müssen bei der zuständigen Verwaltungsstelle angemeldet werden. Da es in der Praxis nur noch selten Wildhüter gibt, haben es allerdings die meisten Verwaltungsstellen eingestellt, Wildhüterlisten zu führen.

### Wilderei
Als res nullius sind Tiere ferae naturae kein taugliches Objekt eines Diebstahls, sondern nur der Wilderei (poaching). Für das gesamte Vereinigte Königreich gilt der Night Paoching Act 1828, dessen Anwendungsbereich bei nächtlicher Wilderei eröffnet ist. Bei Wilderei am Tage gilt der Game Act 1831. Die terminologische und inhaltliche Abstimmung beider Gesetze ist unvollkommen, was sich etwa darin zeigt, dass schon der Begriff Wild in beiden Gesetzen unterschiedliche Tierarten umfasst. Nach dem Game Act 1831 beginnt der Tag eine Stunde vor Sonnenaufgang und endet eine Stunde nach Sonnenuntergang. Strafbar macht sich, wer zur Tageszeit trespass to land begeht, in der Absicht, dort Wild (Waldschnepfen, Bekassinen oder Kaninchen) nachzustellen.

### Sonderregeln fürdeer
Neben den allgemeinen Regeln für die Tiere ferae naturae gelten für das stalking auf deer spezielle Regeln, vor allem der Deer Act 1991. Um das deer möglichst wenig leiden zu lassen, sind bestimmte Waffen mit eingeschränkter Wirksamkeit verboten. Das sind Fallen, Schlingen, Netze, vergiftete Köder oder Geschosse mit Betäubungsmitteln, sowie Pfeile, Speere und andere Wurfgeschosse. Schusswaffen für das stalking müssen einen gezogenen Lauf und ein Mindestkaliber von .240 inches aufweisen, die Mündungsenergie muss mindestens 1700 foot-pound (2305 Joules) betragen. Die Verwendung von Flinten ist nur gestattet, wenn dadurch das Leiden eines Tieres beendet wird oder es auf Feldern, Weiden oder in Waldgebieten Schäden verursacht.

### Waffenrecht
Schon nach dem Gun Licence Act 1870 war für den Besitz einer Schusswaffe eine Zulassung erforderlich, die ohne Weiteres gegen einen geringen Geldbetrag erteilt wurde. Durch das Firearms Act 1920 wurden die Voraussetzungen zwar verschärft, eine umfassende Regelung von Verkauf, Erwerb und Tragen von Schusswaffen erging allerdings erst mit dem Firearms Act 1968, das zuletzt nach dem Dunblane school massacre verschärft wurde.
Im Firearms Act 1968 machen zwei Dinge eine Sache zur Schusswaffe (firearm): Ihre potentiell tödliche Wirkung und ein Lauf. Die tödliche Wirkung ist für jede Waffe im Einzelfall und nicht nach dem Waffentyp zu beurteilen – auch Luftgewehre können im Einzelfall Schusswaffen sein. Ein Gegenstand kann auch dann Schusswaffe sein, wenn er eine verbotene Waffe ist. Ebenfalls Schusswaffen sind die Bestandteile (components) einer verbotenen oder tödlich wirkenden Waffe, also alle Teile, die notwendig sind, um die Waffe abzufeuern (Bsp. Abzug). Ferner sind auch alle Zubehörteile (accessories) einer tödlich wirkenden oder verbotenen Waffe Schusswaffen, wenn sie den Knall oder Mündungsblitz verringern sollen, etwa Schalldämpfer. Schusswaffen werden in drei Gruppen eingeteilt: Büchsen, Flinten und verbotene Schusswaffen. Eine Flinte (shot gun) muss eine glatte Laufbohrung haben und ihr Lauf muss mindestens 24 inches (ca. 61 cm) lang sein.
Der Besitz, Erwerb oder Gebrauch einer Schusswaffe oder von Munition ist nur dann legal, wenn für den jeweiligen Schusswaffentyp ein Waffenschein ausgestellt wurde. Für die Ausstellung des Waffenscheins ist der Chief Officer of Police der jeweiligen Gegend zuständig. Für Kurzwaffen wird grundsätzlich kein Waffenschein ausgestellt, da sie verboten sind. In seltenen Ausnahmefällen kann dennoch ein Waffenschein unter den Voraussetzungen des Waffenscheins für Büchsen erteilt werden, wenn dieser dazu dient, Tiere auf „menschliche Weise“ zu töten („humane killing of animals“). Auch ohne Waffenschein kann der Besitz von Waffen legal sein: Es können für in der Regel einen Monat Erlaubnisscheine ausgestellt werden, die besonders für die Erben von Waffen bis zu deren Verkauf beantragt werden. Besitzt ein Jäger einen Waffenschein, darf sein Gewehrträger (gun bearer) gleichfalls die Waffe und Munition tragen. Besonders für ausländische Jagdgäste relevant ist die Möglichkeit legalen Waffenbesitzes: Leiht man sich vom occupier eines Grundstücks eine Flinte oder Büchse, so darf man auf dessen Grundstück und unter dessen Aufsicht die Schusswaffe besitzen, wenn dem occupier ein gültiger Waffenschein ausgestellt wurde. Die zweite Möglichkeit für ausländische Jagdgäste besteht in der Beantragung einer visitor’s permit.